# 御剣怜侍
- 逆転裁判 > 逆転裁判の登場人物の一覧 > 御剣怜侍
- 逆転検事 > 逆転検事の登場人物の一覧 > 御剣怜侍

御剣 怜侍（みつるぎ れいじ、1992年 - ）はカプコンのゲーム『逆転裁判』や、逆転検事シリーズに登場する架空の人物。

## 概要
逆転裁判シリーズの初代主人公・成歩堂龍一（なるほどう りゅういち）のライバルにして親友。『4』では従来の登場人物のほとんどが一新され登場していないが、宝月茜が御剣のことを連想させる発言をしている。『レイトン教授VS逆転裁判』ではエンディングとダウンロードエピソードに登場。
名前の由来は、侍のような張り詰めた雰囲気と、頭の回転が速く（怜悧であり）切れ味が良い（御剣→切れ味の良い刀剣）ことから。英語版の名前は"Miles Edgeworth"（Edge＝“刃”、worth＝“値打ちのある”）。
開発当初の設定では、髪型はオールバックで肌は蒼白、赤く鋭い目をした40代の中年検事だった。メインキャラクターのデザインを担当したスエカネクミコによると「こんなオジサンと戦えと言われても、燃えない」という理由でデザインは一新され、成歩堂と同い年という設定に変更された。後にその没デザインは『1』に登場する狩魔豪に流用されている。
逆転裁判シリーズ初のスピンオフ作品、逆転検事シリーズ（以下『検事』『検事2』）では主役を務めている。
BGMは「大いなる復活」（『2』以降）。『検事』『検事2』では成歩堂と同じ「異議あり!」が固有BGMとして使われる（メロディは「大いなる復活」のアレンジ）。

## 担当した声優・俳優
声優
- 岩元辰郎（ゲーム『1』から『3』『蘇る』『検事』『検事2』）
- 竹本英史（『3』『検事』『検事2』PV、『特別法廷』、ドラマCD、『レイトン教授VS逆転裁判』、『5』以降、『PROJECT X ZONE 2:BRAVE NEW WORLD』、『パチスロ 逆転裁判』）
- 玉木雅士（アニメ版『逆転裁判』）

俳優
- 七帆ひかる（宝塚歌劇『逆転裁判 -蘇る真実-』）
- 悠未ひろ（宝塚歌劇『逆転裁判2 -蘇る真実、再び…-』『逆転裁判3 検事マイルズ・エッジワース』）
- 斎藤工（映画版俳優）
- 和田琢磨（舞台『逆転検事』2016年）
- 小林涼（舞台『逆転裁判』2021年）

## 人物
高名な検事・狩魔豪（かるま ごう）に師事し、弱冠20歳で検事になって以来一度も無罪判決を出したことの無い天才検事と呼ばれている。有罪判決を獲得するためには手段を選ばない、血も涙も無い鬼のような人物。裏取引や証拠のでっち上げなどの黒い噂が絶えない。関東1区地方検事局所属。
生年月日などは不明だが、小学校の同級生だった成歩堂が1992年度（学校年度）生まれであり、御剣も同じと思われる。

### 家族構成
家族については父親しか明らかになっていない。父・御剣信（みつるぎ しん）は弁護士で、彼と死別した「DL6号事件」が『1』の物語に深く関わってくる。
なお、血縁上・法律上の家族ではないが、師を供にする狩魔冥とは義理の兄妹類似の関係がある。

### 性格
一人称は「私」で、「なのだよ」「〜したまえ」「なんだろうか?」などといったやや古風な喋り方が特徴。『3』第4話を除き腕組をした際に右手の人差し指を動かす癖がある。当初は非常に冷酷かつ頑迷で隙がないシリアスな人物として描かれていた。しかし『1』の発売後カプコン発行・双葉社発売の攻略本「逆転裁判真相解明マニュアル」で「トノサマンのファン」という内容の漫画が描かれてから、ディレクターの巧舟が「隙があった方がかわいい」と思い始め、スタッフの中での彼に対するイメージが少しずつ崩れていく。そのため、『2』以降の作品では天然なところを見せるなど、少しずつコミカルな面の方が目立っていくようになる。
『2』以降は『1』の「全ての被告人を有罪にする」という考え方を改め、あくまで真実を明らかにするという姿勢を強めている。『検事』シリーズでこれまでの冷徹な性格が軟化し、人情味のある一面も見せている。
完璧主義な仕事ぶりのイメージが強い一方で、真実を突き詰めるためなら「他人の都合など知ったことではない」と強行策に出たり、自らの検事バッジすら放棄するといった後先を考えていないかのような大胆な行動を起こすこともある。
『逆転裁判』シリーズでは、基本的にサブキャラクターであるため彼自身の思考はあまり語られないが、『3』第5話では操作キャラクターとなったため、思考を垣間見ることができる。『検事』シリーズでは一貫して操作キャラクターであり、周囲の人物に対して内心でツッコミを入れていることが多い。
また、感情をうまく表現できず、眉間にしわを寄せ、険しい表情をすることが多い。普段は理知的だが、他人と仕事以外のことを話すことは得意ではない。加えて、証人などに煮え湯を飲まされるとやや狼狽し、白目を剥きながら唇を震わせるといった表情を見せる。
証拠が足りない状況でも、相手を言葉巧みに誘導して証言を引き出すなど、法廷では話術にも長けている。
前述の通り天然な一面があり、物の名前を間違えて憶えてしまうことが多い（例えば、「サルマゲどん」を「サルマゲくん」「サイコ・ロック」を「さいころ錠」「ポンコ」を「タヌ子」「カイト」を「カイワレクン」「アリフ・レッド像」を「ありふれた像」と言うなど）。また、堀田クリニックの入院患者の堀田院長（自称）を本物の院長と誤解したり、クライン王国に行く際にトランクがいつもより重いことに気付いていたにもかかわらず、トランクの中にみぬきが隠れていたことに気付かなかった。
漫画版では成歩堂に対しややキザな振る舞いをしたり成歩堂をからかったりと、ゲーム版とはやや異なったキャラクターとして描かれている。

### 来歴
幼いころから弁護士の父（御剣信）を尊敬し、自身も弁護士を目指していた。小学4年生のころ、自身の給食費が盗まれたため、御剣のクラスで「学級裁判」が開廷された（御剣・成歩堂・矢張は同じクラスだった）。その犯人として成歩堂が疑われたが、成歩堂が犯人だという証拠がなかったため、御剣は成歩堂を弁護した（御剣だけでなく、矢張政志も成歩堂を弁護し、その結果、成歩堂は無罪になる）。それ以来、成歩堂・矢張と親友になった。しかし、御剣は『3』第5話の矢張の人物ファイルで「友人になったキッカケはおぼえていない」と言い、完全に忘れてしまっている様子であった。
9歳の時に経験した「DL6号事件」により、犯罪者と弁護士に対して強い憎しみを抱くようになる。その結果、弁護士とは正反対の検事に、20歳という史上最年少での就任を果たす。その半年後、初の法廷を迎え、同じく初の法廷だった自身の父親を霊媒した綾里舞子の長女・綾里千尋と対峙するが、苦戦を強いられる（『3』第4話）。その後は成歩堂と再会するまでの4年間、違法すれすれの強引な手法を用いながら有罪判決を取り続けていた。
DL6号事件で味わった絶望から真実を求めることを諦めてしまっていた御剣だが、弁護士になった成歩堂と再会し、彼が被告人の無実を明らかにして真犯人を暴くのを目の当たりにすることで少しずつ心境が変化してゆく。その後、『1』第4話の自身が被告人となった事件で成歩堂に救われたことでその心境はさらに大きく変化した。しかしその2か月後に起こった事件（『蘇る』第5話）によりショックを受け、「検事・御剣怜侍は死を選ぶ」というメモを残し、失踪する。
その後、検事とは何か、裁判とは何かを深く考え、1年後（『2』第4話）に再び法廷に立った。それ以降は、海外研修を行っていたが、『3』第5話にて矢張から成歩堂の事故を聞き緊急帰国し、特別弁護人として法廷に立った。
『3』第5話の事件が解決した後に、海外研修を再開し、1ヶ月後に帰国した（『検事』）。その2週間後、ひょうたん湖での事件を皮切りにまた立て続けに事件に巻き込まれることになる（『検事2』）。
『5』では存在のみ宝月茜の発言で語られた『4』の時点で検事局長に出世しており、死刑囚となった夕神迅と共に夕神迅が判決を受けた事件を調査している。そして、再び法廷で成歩堂と対決する。

### 容姿
身長178cm。体格は中肉。ちなみに身長は声を担当した岩元と同じである（こっそり同じにしたらしい）。
髪型は前髪がほぼ中央で分かれており、可愛い後ろ髪が必ず1箇所はねている（因みに父・御剣信も同じ特徴を持っている）。色白で端正な顔立ちをしており、成歩堂よりも圧倒的に女性受けがよい。前述の通り眉間にしわを寄せていることが多く、「なるほど逆転裁判!」や『検事』では「ヒビ」と表現されている（この特徴は狩魔豪と同じ）。
服装はいつも黒いウェストコートとワインレッドのスーツで、首には中世ヨーロッパの貴族のような白いクラバット（フリルのようなもの、ジャボ）を巻いている。この奇抜な服装は狩魔豪直伝のファッションらしく、本人も誇りに思っている一方で、その派手さをからかわれることもある。ファンブックのスエカネの発言によると「適当に描いた」とのことで、どのような構造になっているか把握していないらしい。このクラバットは「ヒラヒラ」「フリフリ」と呼ばれ、彼の特徴となっている。スペアも常に携帯しており、女性からは「ヒラヒラした検事」などと呼ばれることが多い。漫画版『検事』ではこの服装を名探偵の仮装と勘違いされている。
『5』ではスーツの装飾が細かく変更されており、父と同様に眼鏡をかけている。公式HPのキャラクター紹介動画では眼鏡について「検事局長という役職についたことで、デスクワークが増えたため」としている。法廷に立つときは外して胸ポケットに入れている。
検事バッジはつけていない。これは巧によると「あの世界ではつけないのがオシャレ」とのことで、このことは『蘇る』でも糸鋸の口から語られている。『検事』では師匠である狩魔豪からそのように教えられ、いつもポケットの中に入れて持ち歩いていることが判明した。なお御剣によると、検事局の検事は誰一人としてつけていないらしく、自身もいつつければいいのかわからないらしい。

### 好物・苦手な物
『蘇る』では紅茶を飲んでおり、執務室に紅茶のセットが置かれている。糸鋸は『2』で「御剣検事はサザエのつぼ焼きが大好きッス」と発言している（恐らくエスカルゴのこと）。また漫画版では「おやつ」と称して「とのさまんじゅう」を取り出すシーンがある。その他にもソフトクリームを2つ食べるなど、甘党を思わせる描写もある。
DL6号事件の影響で地震が苦手であり、地震が起こると床にうずくまって震えたり、時には失神や呼吸困難に陥ったりするなど、成歩堂や糸鋸に心配されるほど深刻である。エレベーターもDL6号事件の影響であまり好きではないようで、暖炉も「見たくない」と発言している（後述）。『検事』ではエアポケットでも気絶している。
オバチャン（大場カオル）から異常に好かれているが、法廷での彼女のいい加減な証言と態度には彼も手に負えない様子であった。

### 趣味・特技
成歩堂によると小学生だったころはゴルフやフルート、論文などで多くの賞を取っていたらしく、万能だと思われる。また運転免許も所持しており、『蘇る』第5話と『5』『6』では真っ赤なスポーツカーを乗り回していた。(ゲーム版ではアルファロメオGTV、アニメ版ではマツダRX-8に乗っていると思われる)
『蘇る』では彼のサバイバルナイフが証拠品として登場している。
前述したように「トノサマンのファン」という内容の漫画が描かれており、執務室にはトノサマンのフィギュアが置かれている。逆転裁判4限定版の「逆転裁判辞典」にて「実はトノサマンのファン」ということが確定した。『検事』では第2話にて六法全書に偽装したトノサマン大百科を機内に持ち込んでいる。この趣味は周囲には隠しているようであるが美雲には気づかれているようであり、『検事2』では彼女を通して茜にも知られることとなった。さらに『検事2』ではトノサマンバルーンを撃った犯人を凶悪犯扱いしたり、トノサマンの続編を希望したりとさらに強調されている節がある。また漫画版ではヒーローショーに出演しているヒロインのアクションに詳しいなど、トノサマンに限らず子供向け番組が好きなようである。他にも糸鋸刑事からトノサマンすごろくに誘われたとき、そのようなあれは困るといいつつすごろくに興じている。
『逆転裁判6』に登場した「冥界戦士トリサマン」というトノサマンにメインテーマや容姿が似た作品を見たときは、オリジナルのイメージを壊されたことから、かなり憤っていた。
執務室にはチェスボードが置かれており、なぜか青のポーン（歩兵）を赤のナイト（剣士）が追い詰めている。『検事』でも飛行機の彼の席にチェスボードが置かれているが、やはりナイトがポーンを追い詰めている。チェスの腕はそれなりに自信があるらしく、『検事2』ではこのチェスを生かした彼の新しい戦略である『ロジックチェス』で真相を追究している。
前述のスポーツカーや紅茶のセットなど、身の回りの物の中でも自分の趣味に関連した物には特に金をかけていることが多い。『検事』での彼の発言によると紅茶のセットは特注品で糸鋸刑事の1カ月分の給料よりも高く、漫画版では100グラム2万円以上のスペシャルティーの試飲会に参加しようとしていた。
さらに非常に頭脳明晰で一見何事も完璧にこなすように見えるが、実は指先が非常に不器用で幼少期は折鶴すらまともに折ることができなかった。その話題になると、その後、悔しくて練習して折れるようになったことを強調していた。

### 体質
『2』での「春風のどこがサワヤカなものか」という発言から花粉症だと思われる。地震に対する恐怖も恐怖症というよりは自分の精神面に関する問題といった面が強い。

### 生活・仕事
実際の法廷に立つ前から“検察局始まって以来の天才検事”と呼ばれていた。御剣が検事になったのと近い時期に刑事になった縁からか、糸鋸圭介（いとのこぎり けいすけ）刑事を長らく直属の部下としている。ちなみに糸鋸刑事の失敗に際し「来月の給与査定を楽しみにしておくことだ」というのはシリーズ定番のセリフとなっており、『5』では亜内検事に対して使われる。また御剣以外にも、狩魔豪・狩魔冥・宝月巴・夕神迅が同様のセリフを発している。この台詞はシリーズでは長いこと部下の失敗を咎める意味合いで使われていたが『検事2』では御剣が糸鋸刑事の仕事ぶりに対し、初めて文字通りの好意的な意味で使われた（後に夕神も好意的な意味で使用した）。
また、糸鋸が御剣を信頼している理由については巧曰く「きっと過去に何か決定的に御剣を信頼するキッカケのようなものがあったのでしょう」と言っており、『検事』第4話にてそれが明らかとなった。
彼の給与の額などは劇中で明確になっていないが、登場人物の台詞や所持している物品を見る限り、世間一般の基準に照らしてみるとかなり裕福な部類のようである。成歩堂によると子どものころの家庭は裕福だったらしい。

### 特別法廷
主に東京ゲームショウ（TGS）などのイベントで公開される映像。
スタッフから非常に弄ばれており、ギャグ要素が強いキャラクターになっている。
2005年は、「ピンクカラーのゲームボーイアドバンスSP」をズボンの尻ポケットに入れて持ち歩いているが、成歩堂には取扱説明書の記述から「違法な取り扱い」と指摘され、さらにニンテンドーDSを所持しておらずそのことで有罪になった。自分が所持していないことはおろか、DSの存在すら知らず、真宵や裁判長、さらには安月給の糸鋸や傍聴人まで所持していたことに孤独感を味わった。
2006年では、シリーズがいったん終了したことからニュースキャスターに転職しており、突然法廷に呼び出されたため準備ができておらず、成歩堂の「まるっきり準備できていません」という発言に対し「似たり寄ったり」と返した。その後オバチャンの証言で聞いただけでの容姿の特徴は王泥喜と同じだったため、『4』の主人公に抜擢されたと思われたが、成歩堂に年齢の矛盾を指摘された。なお主役には興味が無いと主張したものの、成歩堂の指摘によって酷い屈辱を受け不機嫌になった。
2008年には、上記の屈辱がトラウマとなり、それにより誰かが仕込んだ罠と警戒していた。そのため、本格的に主役には興味がないよう見せていたが、オバチャンの盗撮カメラには指を突きつける練習をしている場面があった。

### 対人関係
成歩堂とは小学校からの友人で、『1』では彼から信頼されていた。その後成歩堂は検事となってから黒い噂が絶えなかった御剣を心配して面会を求めていたが、御剣は昔のトラウマを思い出してしまうことや、すっかり変わってしまった自分を見られたくなかったことなどから面会を断り続けていた（これは成歩堂が弁護士になるきっかけになっている）。『2』で失踪し成歩堂からの信頼を失うものの、その後誤解が解け『3』では彼から弁護の代理を任されるなど互いの信頼は厚い。『4』では直接はストーリーに直接関わる事は無いものの、検事局長として辣腕を振い、成歩堂の状況を見兼ねて、裁判員制度試験採用委員長等の法曹関係の仕事を任せるなど、更には『5』では弁護士バッジと資格の再取得しやすい様手回しを行っていた。
矢張に関しては厄介だと感じているが、殺人容疑が掛けられた際には渋々ながら助けるなど、彼の性格や人柄は理解している。また矢張は成歩堂と同じ、小学校からの友人である。
糸鋸には給与査定を下げたり、いい加減な報告に対して厳しい態度を取ったりしている。しかし『検事2』では特別に優秀と評価していたり、友人としてみていたりと、彼の刑事としての姿勢に強い信頼を置いている。
師匠である狩魔豪の娘、狩魔冥は妹弟子（冥曰く姉弟子）にあたり、彼のもとで兄妹のように育った。一方で彼女のことを一流の一人の検事として見ている。『2』では冥に対し真実を求める姿勢の大切さを教えた。
美雲に対しては「行動範囲にズカズカと入ってくる」と発言しているが、多くの経験を共にし、信頼している。付き合いは短いものの、『検事2』では追い詰められた彼女へ「どんなに嫌がったとしても私はキミを助ける」と、自分の立場を危うくしてまで奔走するほど思い入れがあり、冥や信楽にも驚かれた。

### その他
父を失ったDL6号事件が彼に与えた影響は大きく、事件が解決されるまで、事件のことで15年に渡って毎晩悪夢を見ていた。また、事件が地震による停電で止まったエレベーター内で発生したため、ひどく地震を恐れるようになってしまっている。少年期の彼の家には暖炉があったらしく、『2』で暖炉を目にした時に子供のころを思い出すのがイヤなので「見たくない」と言っている。霊媒で告発された被告人が無罪になったことから霊媒を「インチキ」と呼び、ひどく憎んでいる。DL6号事件の後、明確な時期は不明だが生前の綾里舞子とは面識があった様子。
携帯電話は所持しているが、『3』以前の作品には登場していない。『逆転検事』で登場した彼の電話はカメラやメールの機能がついていないことが判明している。
格闘ゲーム『MARVEL VS. CAPCOM 3 Fate of Two Worlds』ではシーハルクのエンディングにて成歩堂とともに出演。バラエティ番組「逆転のできる裁判所」の上告側として出演しており、判事を務めるジェニファー・ウォルターズ（シーハルク）の判決を待つところだったが、ジェニファーが木槌で机を破壊してしまったのを見て成歩堂と抱き合いおびえていた。台詞は一切ない。またマイナーチェンジ版『ULTIMATE MARVEL VS. CAPCOM 3』では成歩堂のプレイヤーカラーに御剣と同じワインレッドのスーツが用意されている。

## 関連人物
- 成歩堂龍一（親友で幼馴染、ライバル）
- 綾里千尋（御剣の初法廷の担当弁護士）
- 矢張政志（親友で幼馴染）
- 狩魔冥（妹弟子）
- 糸鋸圭介（部下）
- 宝月茜（ファン、友人、SL9号事件関係者、『4』以降部下）
- 大場カオル（ファン）
- 狩魔豪（上司・師匠）
- 御剣信（父、DL6号事件関係者）
- 灰根高太郎（DL6号事件関係者）
- 綾里舞子（DL6号事件関係者）
- 宝月巴（上司、SL9号事件関係者）
- 巌徒海慈（上司、SL9号事件関係者）
- 夕神迅（部下）
- 一条美雲（相棒、友人）
- 狼士龍（ライバル）
- 信楽盾之（父・御剣信の元・助手）
- 水鏡秤（ライバル）
- 一柳弓彦（一方的にライバル視される）
- 天野河丈一郎（海外留学の恩人）
- 猿代草太（『検事2』第2話以降友人）
- 鳳院坊了賢（因縁）